# Дауд-Хаджи ал-Усиши
Дауд-Хаджи Усишинский также известен как Хаджж Давуд бин Мухаммад бин Али аль-Усиши ад-Дарки (1686 —1757) —  дагестанский учёный, педагог, просветитель, исламский богослов, кадий.

## Биография
Родился в селе Усиша, примерно в 1686 году (точная дата неизвестна) в семье пастуха Магомеда, сына Асхаба.
Первое образование получил у местных учёных, затем учился в Акуша, пошёл в ученики к Мухаммаду ал-Кудуки. Учился в кудатлинском медресе с местными и приезжими студентами.
Дауд отличался феноменальной памятью, он мог продолжить цитирование множества книг с любого места. Услышав незнакомый текст однажды, он мог повторить его в точности. По преданию, Дауд стал любимым учеником Мухаммада аль-Кудуки после того, как в день своего приезда с лёгкостью ответил на вопрос, на который не смог ответить никто, в том числе и ученики, проучившиеся в медресе не один год. Постепенно он превзошёл всех мутааллимов и достиг больших успехов в учёбе. Это отмечает и дагестанский учёный Али Каяев (1878–1943), утверждая, что хотя Дауд ал-Усиши и «учился у Мухаммеда-эфенди из Кудутля, но в области арабской филологии он превзошел своего устаза Мухаммеда-эфенди». Учитель использовав свой авторитет и связи с учёными Арабского Востока, в кратчайшие сроки он добился отправки Дауда в Египет в университет Аль-Азхар в городе Каир. Дауда, как, знающего не только исламскую арабскую, но и классическую арабскую литературу, математику, логику, астрономию, философию, право — попросили остаться преподавателем в каирском университете. Проработав некоторое время, он написал толкование к грамматике арабского языка, которое используют в арабских странах до настоящих времен (один экземпляр находится в музее Дагестана). 
По приезде в Дагестан, он некоторое время обучал арабскому языку людей в селении Акуша. Но затем, по просьбам односельчан, вернулся в Усиша. Сельчане построили ему дом рядом с Джума-мечетью и выбрали его кадием своего села.
Известны его призывы не платить дань иранскому шаху, а когда явился посланник шаха, сам Усишинский повел его на кладбище и сказал: «Народ ни при чем, Вам обещали платить вот они (указывая на памятники) наши деды и прадеды, требуйте от них».
Умер в родном селе Усиша в 1757 году.

## Труды
Мы стремимся к величию и знаменитости в бренном мире 

И мы делаем то, что запрещено без покаяния. 

На что может рассчитывать раб божий, 

Кроме как «не отчаивайтесь в милости Аллаха». 

Скольким тиранам мы следовали, 

И наши скромные знания не помешали в этом. 

И сколько ужасных речей мы слушали. 

На что может рассчитывать раб божий, 

Кроме как «не отчаивайтесь в милости Аллаха»
Дауд является автором «Хашийа ал-Чарпарди» («Хашийат Дауд») — субкомментарий на комментарий Ахмада ибн Динкузи, написанный в 1143/1730–31 г. Почти все экземпляры субкомментария Дауда из Усиша переписаны в XVIII в. Его перу принадлежат глоссы и субкомментарии высказывания по вопросам логики, мусульманского права (фикх). Рукописный фонд Института ИАЭ ДНЦ РАН располагает четырнадцатью списками сочинения "Хашийа Дауд". Этот комментарий на протяжении всего XVIII века был одним из самых популярных учебников арабского языка в дагестанских медресе.

## Семья
Дауд женился на девушке по имени Хамис. У них родился сын, затем дочь. Сына назвали Али, дочь — Патимат.